# Фенилкетонурия
Фенилкетонури́я — наследственное заболевание группы ферментопатий, связанное с нарушением метаболизма аминокислот, главным образом фенилаланина. Несоблюдение низкобелковой диеты сопровождается накоплением фенилаланина и его токсических продуктов, что приводит к тяжёлому поражению ЦНС, проявляющемуся, в частности, в виде нарушения умственного развития (фенилпировиноградной олигофрении). Одно из немногих наследственных заболеваний, поддающихся успешному лечению.

## История
Открытие фенилкетонурии связывают с именем норвежского врача Ивара Асбьёрна Фёллинга, описавшего в 1934 году гиперфенилаланинемию, ассоциированную с задержкой умственного развития. В Норвегии заболевание также известно под названием «болезни Фёллинга» (норв. Føllings sykdom) в честь открывателя.
Успешное лечение впервые было разработано и проведено в Англии (Бирмингемский детский госпиталь) группой медицинских работников под руководством Хорста Биккеля в начале 50-х годов XX века, однако настоящий успех пришёл только после широкого применения ранней диагностики фенилкетонурии по повышенному содержанию фенилаланина в крови у новорождённых (метод Гатри, разработанный и внедренный в 1958—1961 гг).
С развитием генетики и накоплением опыта в диагностике и лечении фенилкетонурии стало ясно, что за это заболевание «отвечает» единственный ген, называемый PAH (12q23.2; ген фенилаланингидроксилазы).
Выделены и описаны атипичные формы фенилкетонурии, разработаны новые методы лечения, в ближайшей перспективе — генотерапия этого тяжёлого заболевания, ставшего классическим образцом успешного оказания медицинской и организационной помощи при наследственной патологии.

## Этиология
В большинстве случаев заболевание связано с резким снижением или полным отсутствием активности печёночного фермента фенилаланин-4-гидроксилазы, который в норме катализирует превращение фенилаланина в тирозин. До 1 % случаев фенилкетонурии представлено атипичными формами, связанными с мутациями в других генах, отвечающих за кодирование ферментов, обеспечивающих синтез кофактора фенилаланингидроксилазы — тетрагидробиоптерина (BH4). Заболевание наследуется по аутосомно-рецессивному типу.
Распространённость заболевания варьирует в различных группах населения. Например, среди европеоидных жителей США встречается в среднем в 1 случае на 10 000. Наиболее высокий уровень — в Турции: 1 из 2600. В Финляндии и Японии уровень фенилкетонурии крайне низок: менее 1 случая на 119 000 рождений. В исследовании 1987 года в Словакии среди отдельных цыганских популяций были обнаружены сверхвысокие уровни фенилкетонурии из-за инбридинга: 1 случай на 40 рождений. Мужчины и женщины страдают в равной степени.
| Страна    | Встречаемость заболевания |
| --------- | ------------------------- |
| Китай     | 1 на 18000                |
| Финляндия | менее 1 на 100000         |
| Ирландия  | 1 на 4500                 |
| Япония    | 1 на 120000               |
| Корея     | 1 на 41000                |
| Норвегия  | 1 на 13000                |
| Турция    | 1 на 2600                 |
| Индия     | 1 на 18300                |
| США       | 1 на 15000                |

## Патогенез
Вследствие метаболического блока активируются побочные пути обмена фенилаланина, и в организме происходит накопление его токсичных производных — фенилпировиноградной и фенилмолочной кислот, которые в норме практически не образуются. Кроме того, образуются также почти полностью отсутствующие в норме фенилэтиламин и ортофенилацетат, избыток которых вызывает нарушение метаболизма липидов в головном мозге. Предположительно, это и ведёт к прогрессирующему снижению интеллекта у таких больных вплоть до идиотии. Окончательно механизм развития нарушений функций мозга при фенилкетонурии остаётся неясным. Среди причин также предполагается дефицит нейромедиаторов мозга, вызванный относительным снижением количества тирозина и других «больших» аминокислот, конкурирующих с фенилаланином при переносе через гемато-энцефалический барьер, и прямое токсическое действие фенилаланина.

## Диагностика
Производится полуколичественным тестом или количественным определением фенилаланина в крови. При нелеченных случаях возможно выявление продуктов распада фенилаланина (фенилкетонов) в моче (не ранее 10—12 дня жизни ребёнка). Также возможно определение активности фермента фенилаланингидроксилазы в биоптате печени и поиск мутаций в гене фенилаланингидроксилазы.
Для диагностики 2 и 3 типа, связанных с мутацией в гене, отвечающем за синтез кофактора, необходимы дополнительные диагностические исследования.
В возрасте от 2—4 месяцев у больных появляются такие симптомы, как вялость, судороги, гиперрефлексия, «мышиный» запах пота и мочи или «запах волка», экзема. Также среди других симптомов отмечены: мышечная гипертензия, гиперкинезы, неустойчивая походка, при несоблюдении диеты светлеют глаза, волосы, кожа (по причине недостаточного количества в организме меланина, производного тирозина); судорожные припадки.

### Психическое состояние
Поздно выявленная, а также нелеченная или пропущенная фенилкетонурия может сопровождаться глубокой степенью умственной отсталости, обычно идиотией или имбецильностью, могут наблюдаться явления эхопраксии (повторение движений окружающих) и эхолалии (повторение речи), также характерна вялость с редкими вспышками злобы и раздражительности.

## Лечение и профилактика
При своевременной диагностике патологических изменений можно полностью избежать, если с рождения и на всю жизнь ограничить поступление в организм фенилаланина с пищей.
Позднее начало лечения хотя и даёт определённый эффект, но не устраняет развившихся ранее необратимых изменений тканей мозга.
Некоторые из современных газированных напитков, жевательных резинок и лекарственных препаратов содержат фенилаланин в форме дипептида (аспартам), о чём производители обязаны предупреждать на этикетке. Так, например, на этикетках ряда безалкогольных напитков после указания состава и пищевой ценности 100 мл напитка приводится следующее предупреждение: «Содержит источник фенилаланина. Противопоказано применение при фенилкетонурии».
При рождении ребёнка в роддомах на 3—4 сутки берут анализ крови и проводят неонатальный скрининг для обнаружения врождённых заболеваний обмена веществ. На этом этапе возможно обнаружение фенилкетонурии, и, как следствие, возможно раннее начало лечения для предотвращения необратимых последствий.
В Российской Федерации детям в возрасте до 18 лет по этому заболеванию безусловно устанавливается категория «ребёнок-инвалид».
Лечение проводится в виде строгой диеты от обнаружения заболевания как минимум до полового созревания, многие авторы придерживаются мнения о необходимости пожизненной диеты. Диета исключает мясные, рыбные, молочные продукты и другие продукты, содержащие животный и, частично, растительный белок. Дефицит белка восполняется аминокислотными смесями без фенилаланина. Кормление грудью детей, больных фенилкетонурией, возможно и может быть успешным при соблюдении некоторых ограничений.
Расчет диеты для больного фенилкетонурией проводит врач с учётом потребности в фенилаланине и его допустимом количестве.
Допустимое количество фенилаланина для больных фенилкетонурией
| Возраст детей | Суточное количество фенилаланина (мг/кг массы тела) |
| ------------- | --------------------------------------------------- |
| До 2 мес.     | 60                                                  |
| 2—3 мес.      | 60—55                                               |
| 3—6 мес.      | 55—45                                               |
| 6—12 мес.     | 45—35                                               |
| 1—1,5 года    | 35—30                                               |
| 1,5—3 года    | 30—25                                               |
| 3—6 лет       | 25—15                                               |
| Старше 6 лет  | 15—10                                               |

Некоторые (мягкие) формы заболевания поддаются лечению кофактором (тетрагидробиоптерином) поражённого фермента (фенилаланингидроксилазы).
Разрабатываются новые подходы к лечению фенилкетонурии — использование заместительной терапии фенилаланинлиазой (PAL, пегвалиаза) — растительным ферментом, превращающим фенилаланин в безвредные метаболиты, и генотерапия на основе введения в организм вирусного вектора, содержащего ген фенилаланингидроксилазы. Эти методы пока не вышли из стен лабораторий.
Атипичные формы в меньшей степени поддаются диетотерапии и лечатся введением препаратов тетрагидробиоптерина или его синтетических аналогов (сапроптерин, сепиаптерин).